# A Moment of Forever
A Moment of Forever è un album in studio del  cantante statunitense Kris Kristofferson, pubblicato nel 1995.

## Tracce
1. A Moment of Forever – 4:07
2. Worth Fighting For – 5:27
3. Johnny Lobo – 5:09
4. The Promise – 4:42
5. Shipwrecked in the Eighties – 4:04
6. Slouching Toward the Millennium – 3:42
7. Between Heaven and Here – 3:46
8. Casey's Last Ride – 4:09
9. Good Love (Shouldn't Feel So Bad) – 3:37
10. New Game Now – 4:24
11. New Mister Me – 3:11
12. Under the Gun – 4:40
13. Road Warrior's Lament – 5:46
14. Sam's Song (Ask Any Working Girl) – 1:51